# Return of the Boom Bap
Return of the Boom Bap è l'album d'esordio da solista del rapper statunitense KRS-One. Pubblicato il 28 settembre 1993, è distribuito dalla Jive Records. Alle produzioni, DJ Premier e Showbiz tra gli altri.

## Recensioni
| Recensione           | Giudizio   |
| -------------------- | ---------- |
| AllMusic             | [ 1 ]      |
| The Boston Globe     | favorevole |
| Chicago Tribune      | [ 3 ]      |
| Robert Christgau     | A−         |
| Entertainment Weekly | B+         |
| NME                  | 8/10       |
| Q                    | [ 6 ]      |
| RapReviews           | 8.5/10     |
| Rolling Stone        | [ 8 ]      |
| The Source           | [ 9 ]      |
| Sun-Sentinel         | favorevole |
| Vibe                 | favorevole |

Il debutto da solista di KRS-One riceve recensioni positive dalla critica: Allmusic assegna all'album tre stelle su cinque, The Source e Rolling Stone gli danno quattro stelle su cinque, NME un voto di otto decimi, mentre Christgau valuta Return of the Boom Bap con una "A-": «il suo [album] migliore, perché la musica ha finalmente trovato un'inclusione nei testi - con la guida di DJ Premier dei Gang Starr e degli altri, le basi e i ganci monofonici non hanno mai suonato così accattivanti o più suoi. La storia che insegna è in gran parte la sua. E in un paio di occasioni ha solo ucciso i poliziotti.»
Meno entusiastica la recensione di Stephen Thomas Erlewine per Allmusic: «la reputazione del leader dei Boogie Down Productions KRS-One inizia a scivolare all'inizio degli novanta, quando spende più tempo nell'educazione rispetto alla performance. Colpisce di nuovo i suoi critici con Return of the Boom Bap, prima pubblicazione ufficiale da solista. Il suono di KRS-One è rinvigorito e in questo modo sputa le proprie rime con rabbia e intelligenza. Tuttavia, il prodotto non è didattico quanto Edutainment o Sex and Violence, ma KRS-One non fa testi semplicistici, né abbandona il suo intelligente e tagliente commento sociale. La combinazione di basi semplici e dure unita alle rime emozionanti rendono Return of the Boom Bap un ritorno genuino per KRS-One, una delle figure fondanti del moderno hip-hop.»

## Tracce
1. KRS-One Attacks – 2:50 (testo: Charles Wright, Lawrence Parker, Christopher Martin, Scott La Rock – musica: DJ Premier)
2. Outta Here – 4:28 (testo: Parker, Martin, James Brown, E. Sadler, H. Shocklee, R. Walters – musica: DJ Premier)
3. Black Cop – 2:59 (testo: Parker, C. S. Dodd, Willi Williams – musica: KRS-One)
4. Mortal Thought – 3:19 (testo: Parker, Martin, B. Joel, Phil Ramone – musica: DJ Premier)
5. I Can't Wake Up – 3:34 (testo: Parker, Martin – musica: DJ Premier, KRS-One)
6. Slap Them Up (featuring Ill Will) – 3:58 (testo: W.Broady, Parker; Norty Cotto, Douglas Jones – musica: Norty Cotto, Douglas Jones)
7. Sound of da Police – 4:18 (testo: R. Lemay, Parker, A. Lomax, B. Chandler, S. Stewart, J. A. Lomax, E. Burdon – musica: Showbiz)
8. Mad Crew – 4:24 (testo: Parker, Curtis Mayfield – musica: KRS-One)
9. Uh Oh – 4:05 (testo: Parker, Wycliffe 'Steely' Johnson, Cleveland 'Clevie' Browne – musica: KRS-One)
10. Brown Skin Woman – 4:38 (testo: Dave Love, Parker, M. Jackson, J. Coltrane – musica: Kid Capri)
11. Return of the Boom Bap – 3:46 (KRS-One)
12. "P" Is Still Free – 4:56 (testo: Parker, Martin, Bennie Maupin, Joseph Arrington – musica: DJ Premier)
13. Stop Frontin' – 3:19 (testo: Love, Parker, B. Bernier, N. Simon, Ahmad Jamal – musica: Kid Capri)
14. Higher Level – 5:13 (testo: Parker, Martin, Gene Page – musica: DJ Premier)

Durata totale: 55:47

## Classifiche

### Classifiche settimanali
| Classifica (1993)         | Posizione massima |
| ------------------------- | ----------------- |
| Stati Uniti               | 37                |
| US Top R&B/Hip-Hop Albums | 5                 |